# Issey Miyake
Issey Miyake (三宅 一生, Miyake Issei, né Kazunaru Miyake), né le 22 avril 1938 à Hiroshima et mort le 5 août 2022 à Tokyo, est un styliste japonais. Ayant grandi au Japon dans le contexte de l'après-guerre, il est l'un des premiers stylistes japonais à organiser un défilé en Europe en 1973. Admirateur des photographes tels que Irving Penn, Richard Avedon et lecteur assidu des magazines Harper's Bazaar ou Vogue, il étudie à la prestigieuse université des beaux-arts Tama puis s'installe à Paris en 1964. Il travaille alors pour les maisons de couture Guy Laroche et Hubert de Givenchy avant de retourner monter sa propre maison de couture au Japon.
Qualifié de « couturier volant », Issey Miyake contrôle l'ensemble de ses créations ainsi que l'agencement de ses boutiques. Il collabore aussi avec le groupe Beauté Prestige International, filiale du groupe Shiseido pour proposer des parfums, dont un des plus connus est L'eau d'Issey (1992), au flacon épuré. Son succès est donc aussi commercial puisque Issey Miyake compte 96 points de vente auxquels s'ajoutent 13 boutiques créées en 1997 et il a vendu plus de 680 000 pièces entre 1993 et mars 1997.
Selon ses propres mots, il a « tenté de faire une mode qui ne soit ni japonaise, ni occidentale ». En effet, Issey Miyake reste connu pour sa grande prouesse et révolution esthétique opérées dès ses premières collections constamment à la frontière du temps, du minimalisme voire de la science-fiction. Ettore Sottsass disait à son propos qu'il est « l'homme qui rejette les alibis de l’éternité » : s'inscrivant dans le « phénomène du prêt à s'envoler », il jouait sur les « plissés », le mouvement et la légèreté du corps dans une recherche de démocratisation du vêtement ; support pratique et esthétique car « le pouvoir du design, c'est de faire des produits qui deviendront anonymes. Pas de dessiner pour quatre personnes dans un dîner. »

## Enfance et formation
Né à Hiroshima, Issey Miyake a 7 ans le 8 août 1945, et se trouve à trois kilomètres de l'épicentre de l'explosion de la bombe atomique. Quatre ans après, sa mère meurt, brûlée à plus de cinquante pour cent. Lui-même est atteint en 1948, à 10 ans, d'une maladie osseuse qui l'éloigne de l'école et le laisse entre la vie et la mort  pendant plusieurs mois. Survivant de ces souffrances physiques et morales, il se dote, pour affronter la vie, d'un optimisme forcené,. En 1958, il étudie le design à Tokyo, à l'université des beaux-arts Tama et s'intéresse à la mode et à la fabrication de vêtement. En 1960, la World Design Conference est organisée pour la première fois à Tokyo. Elle couvre de nombreux domaines de la conception : architecture, design industriel, graphisme, etc. Mais, le programme initial ne comprend rien sur la mode, considérée sans doute comme trop éphémère ou trop utilitaire, ce qui le fait réagir auprès du président du comité, Junzō Sakakura. Il obtient gain de cause.
Dès les années 1960, Issey Miyake se définit comme un artiste à part entière résolument prompt à révolutionner l'univers de la mode de par une redéfinition de concept, en termes esthétiques, avec une œuvre originale aux concepts qui lui sont intrinsèques, mais aussi couvrant une réalité plus populaire (une mode qui descend dans la rue). Cette volonté d'une mode plus visuelle se retrouve dans un de ses défilés de 1963 : A poem of Cloth and Stone.

## À Paris
Si l'année 1965 marque son arrivée dans la capitale de la mode qu'est Paris, il pénètre également dans l'univers des maisons de haute-couture, telles que celle de Guy Laroche ou encore de Givenchy, mais qui vont lui permettre d'imposer son propre style dans le mouvement amorcé par mai 68. Il s'inscrit à l’École de la chambre syndicale de la couture parisienne. Il dira : « Mes premières années à Paris ont été importantes pour moi car elles ont servi de tremplin à ma carrière, les notions de beauté et d’esthétique du corps humain restent trop rigides pour moi. Heureusement, les perceptions se trouvent bouleversées par le vent de liberté qui soufflait en 1968 ». Ces années 1960 marquent la naissance d'un couturier à la fois logique et novateur qui va s'inspirer également du style hippie en 1969 avant de retourner au Japon pour créer sa première collection. Un créateur qui va progressivement devenir « l'inventeur quasiment révolutionnaire qui pense fermement que l'on peut créer un vêtement à partir de n'importe quel matériau de base et, dont les modèles par leur originalité éblouissent le public ».

## 1970-1978: De l'«année particulière» àEast meets West
Dans un contexte « d'optimisme ambiant » et de construction de la mode loin la guerre des clans (New York contre Paris), Issey Miyake tisse sa toile cosmopolite. En 1971, la première collection Issey Miyake est présentée à New York devant Diana Vreeland, alors rédactrice en chef de Vogue, avant d'être présentée à Paris en avril 1973. Attaché à l'ouverture d'esprit en  matière de conception et création, mais aussi à la liberté du mouvement au sein du vêtement, il s'établit au Miyake Design Studio (MDS), un bâtiment bétonné, épuré aux rangements invisibles construit par le frère de Tadao Ando à l'ouest de Tokyo et séparé en trois branches distinctes : le secteur design, atelier et gestion animés par une équipe jeune et qui reflète l'état d'esprit du créateur (on passe de la pensée à l'unification des idées, en équipe). Dès sa première collection faite en collaboration avec Makiko Minagawa, originaire de Kyoto, il introduit des jeans en sashiko (un tissu ouaté et piqué à motifs géométriques à couleurs primaires) qui trouve son inspiration dans des étoffes anciennes reflet du Japon rural et de dernières innovations textiles avec des matières synthétiques. Son concept du Piece of cloth provoque également un grand retentissement  dans l'univers de la mode,.

## 1980 -1988
Issey Miyake a conçu un projet de rideau de scène pour l'Opéra Bastille, inauguré le 13 juillet 1989. Pierre Bergé, nommé à la tête de l'Opéra au début de l'année 1989, a annulé le projet, au profit d'un rideau du peintre américain Cy Twombly.
Il a également conçu le pull noir à col roulé que portait Steve Jobs lors de ses conférences de présentation de produits d'Apple, les stevenotes.

## Parfums
- L'Eau d'Issey (1992)
- L'Eau d'Issey Pour Homme (1994)
- L'Eau Bleue d'Issey Pour Homme (2004)
- Le Feu d'Issey (1998)
- L'Eau d'Issey Pour Homme Intense (2007)
- L'Eau d'Issey Fleur de Bois (2010)
- L'Eau d'Issey Pour Homme Sport (2012)
- A Drop d’Issey (2022)
- Le sel d'Issey (2024)

## Décorations
- Commandeur de la Légion d'honneur ( France)[10],[11]
- Commandeur dans l’ordre des Arts et des Lettres ( France)[10]
- Médaille de l'ordre de la Culture ( Japon)[10]
- Praemium Imperiale ( Japon)[10]
- Médaille honorifique du Japon au ruban pourpre ( Japon)[10]
- Médaille de Kyoto en arts et philosophie (en) ( Japon)[10]

## Distinctions
- Docteur honoris causa de l'Université Lumière-Lyon-II (France)[10]
- Docteur honoris causa du Royal College of Art (Royaume-Uni)[10]